# Carsten Klick

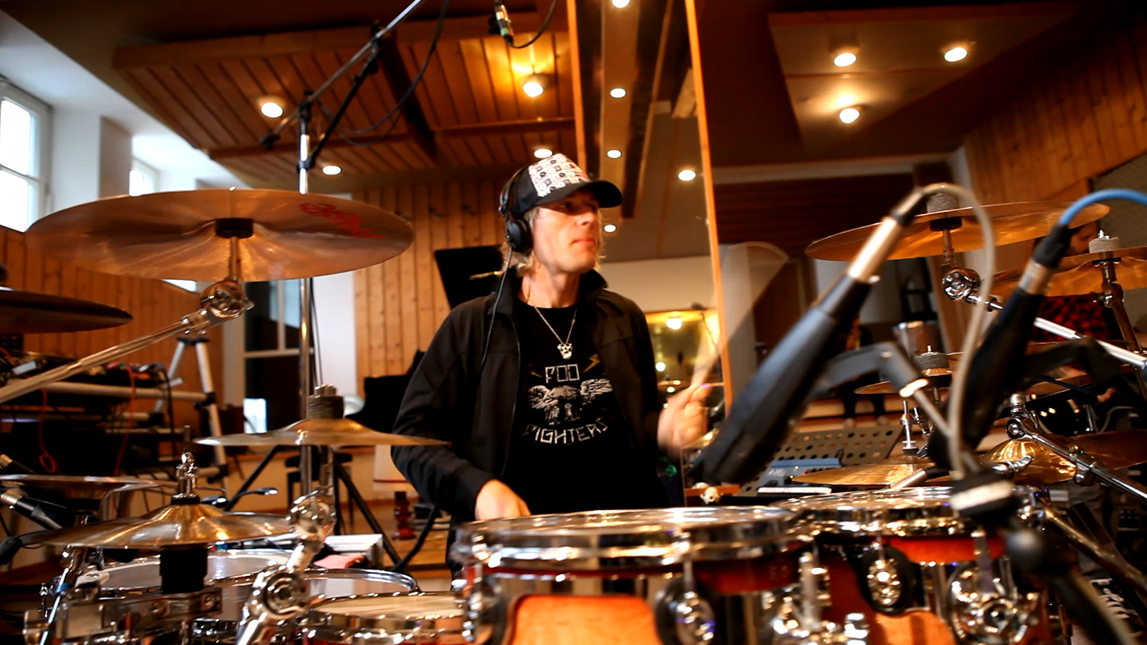
Studio (Carsten Klick, Musiker, Fotograf)

Carsten Klick (* 19. Mai 1968 in Berlin) ist ein freischaffender deutscher Musiker und Fotograf aus Berlin.

## Leben
Carsten Klick spielte als Schlagzeuger für verschiedene Künstler, u. a. Matthias Schweighöfer, Joachim Witt, Jeanette Biedermann, Laith Al-Deen, Peter Schilling, Mia, Tobias Regner, Schürzenjäger, Leichtmatrose, Hans-Werner Olm, Nik Page, Kingdom Come, Soul Doctor, Dark Voices, Remo, Selina, MDR Jump.
Ende der 1990er Jahre spielte Carsten Klick als Drummer der Band Skew Siskin. In dieser Zeit entstanden drei Alben, auf denen er mit Lemmy Kilmister von Motörhead gemeinsam mehrere Songs aufnahm. Die Band tourte in diesen Jahren als Support Act von Motörhead, Alice Cooper, Accept, Monster Magnet und weiteren internationalen Größen.
2001 folgte eine Europa-Tour als Schlagzeuger der Band Kingdom Come und die Zusammenarbeit für das Album „Independent“.
Ab 2002 spielte er mit den Musikern der Band Silly, Uwe Haßbecker, Ritchie Barton und Hans-Jürgen Reznicek, als Drummer in der Band von Joachim Witt. Es folgten zahlreiche Konzerte und Studio-Produktionen auf den Alben „Bayreuth III“ (Megaphon), „Auf ewig – Meisterwerke“ (Edel), „Goldener Reiter“ (WEA).
Ab 2005 spielte er in der Band der Musikerin und Schauspielerin Jeanette Biedermann, unter anderem wirkte Klick auch im ARD-Tatort: Schwelbrand mit, in welchem Jeanette die Hauptrolle spielte.
Ab 2008, spielte Carsten Klick neben Jörg Weißelberg in der Band des ehemaligen NDW-Sängers Peter Schilling.
Seit 2017 spielt er in der Band des deutschen Schauspielers und Sängers Matthias Schweighöfer.
2022 spielte Carsten Klick einige Sommer-Konzerte mit der Kölner Band BAP während der „Schließlich Unendlich-Tour“ als Vertretung. Mit Künstlern und Bands wie Herbert Grönemeyer, BAP, Pur, Echt, Otto Waalkes und weiteren, arbeitet Carsten Klick seit Jahren im technischen Bereich zusammen.
Parallel zu seiner Arbeit als Musiker ist Carsten Klick auch als Fotograf in der Musik- und Filmszene tätig.

## Veröffentlichungen (Auszug) als Fotograf
- Pur – CD Persönlich
- SANTIANO – CD/DVD MTV unplugged
- The Kelly Family – CD/DVD We got love – live at Loreley
- The Kelly Family – CD/DVD We got love – live
- Silly – CD/DVD Wutfänger live in Berlin
- Pur – CD Achtung
- Pur – CD Zwischen den Welten
- Die Fantastischen Vier – CD/DVD Rekord live in Wien
- Andreas Gabalier – CD/DVD MTV unplugged
- Andreas Gabalier – CD/DVD Mountainman live aus Berlin
- Andreas Gabalier – CD Mountainman
- BAP – CD Das Märchen vom gezogenen Stecker
- BAP – CD Live & Deutlich
- Joachim Witt – CD Neumond
- Joachim Witt – CD DOM
- Rockhaus – CD Positiv
- Rockhaus – CD Treibstoff
- Rockhaus – CD Therapie
- Rockhaus – CD Tempozoo
- Stern-Combo Meißen – CD Lebensuhr
- Ganes – CD mai guai Special Edition

## Diskografie
Carsten Klick spielte u. a. auf den Alben und Singles folgender Interpreten und Bands:
- 1996: Skew Siskin – Electric Chair Music (BMG)
- 1996: Skew Siskin – Voices from the war (BMG)
- 1999: Skew Siskin – What the Hell (Steamhammer / SPV)
- 2002: Soul Doctor – Soul Doctor (Massacre Records)
- 2009: Soul Doctor – Way back to the Bone (Metal Heaven)
- 2002: Kingdom Come – Independent (Ulftone / Edel)
- 2004: Bataillon d’Amour – Haunted Hearts (BMG)
- 2006: Joachim Witt – Bayreuth III (Megaphon)
- 2007: Joachim Witt – Auf Ewig (Primadonna / Edel)
- 2007: Joachim Witt – Goldener Reiter (Edel)
- 2006: Jeanette Biedermann – Naked Truth (Universal)
- 2009: Jeanette Biedermann – Undress to the beat (Universal)
- 2006: Jeanette Biedermann – DVD live @ Bad Girls Club (Universal)
- 2010: Tobias Regner – Kurz Unsterblich (TAG-7 / Rough Trade)
- 2008: Selina – Mädchen kommen immer (EMI)
- 2008: Laith Al-Deen – 2000–2008: Best of (Sony Music)
- 2009: Leichtmatrose – Gestrandet (Warner)
- 2010: Peter Schilling – Neu & Live (Major Ton Records / Edel)
- 2012: Remo – Einfach So (Universal)
- 2014: Remo – Himmel im Kopf (Universal)
- 2015: Rockhaus – Therapie (Buschfunk)
- 2017: Matthias Schweighöfer – Lachen, Weinen, Tanzen (Universal)
- 2018: You Are Wanted – (Amazon Prime / Warner)
- 2019: Remo – Das bleibt für immer (Universal)

## Equipment
Carsten Klick spielt Instrumente der Firmen Pacific Drums and Percussion, Paiste, Vater-Percussion, GEWA.